# Гунн Вальгрен
Гунн Вальгрен (швед. Gunn Wållgren *16 листопада, 1913, Гетеборг, Швеція — †4 червня 1983) — шведська акторка театру і кіно. Лауреат премії Золотий жук (1980/1981).

## Вибіркова фільмографія
- Слово (1943)
- Фанні та Олександр (1982)